# Bratuszewo
Bratuszewo – wieś w Polsce położona w województwie warmińsko-mazurskim, w powiecie nowomiejskim, w gminie Kurzętnik. W latach 1975–1998 miejscowość administracyjnie należała do województwa toruńskiego. W latach 1945-54 Bratuszewo było siedzibą gromady, natomiast od roku 1961 – sołectwem.
We wsi działa Ochotnicza Staż Pożarna. Na uwagę zasługuje piękna aleja z drzewami przy drodze Bratuszewo-Sugajenko-Mroczno. Zachowała się także droga, którą wywożono zmarłych w czasie epidemii cholery. We wsi znajduje się zabytkowa chałupa wiejska, pochodząca z pierwszej połowy XIX w. Bratuszewo to wieś sołecka. Powierzchnia sołectwa wynosi 546,2 ha, znajduje się tu 39 gospodarstw rolnych, mieszka 209 osób (dane z 2007 r.)

## Historia
Wieś należała do dóbr biskupa chełmińskiego, w roku 1523 bp Konopacki przekazał Bratuszewo (vel Bratoszewo vel Bratyszewo) kapitule chełmińskiej. W 1605 r. wieś posiadała 40 włok, w tym dwie sołtysa i 36 czynszowych (szarwarkowych), dwie były najemne. W tym czasie we wsi mieszkali: Domagała, Przybel, Dyka, Kankowski, Iwankowski, Sęk, Szwinka, Pysz, Czerwonka, Kowal, Kuchnik, Lach, Sczepan, Kolodziey, Szpernal, Dudek, Słomka.
Pod koniec XIX w., jak zawarto w Słowniku geograficznym Królestwa Polskiego Bratuszewo było wsią włościańską w gminie Brzozie Niemieckie, mieszkało w nim 637 osób, w tym 634 katolików. Po 1920 r. we wsi pozostał tylko jeden Niemiec, gospodarujący na 40 ha. Szkołę wybudowano w XIX w. (budynek jeszcze istnieje). Przed II wojną światową nauczycielem był Józef Liszewski. Po 1945 r. w trzyklasowej szkole kierownikiem był Jan Klonowski.
W 1939 r., po wkroczeniu wojsk niemieckich rozpoczęły się represje w stosunku do ludności polskiej. Najpierw kilkanaście młodych osób wysłano na roboty do Niemiec. W listopadzie 1939 r. u Franciszka Piotrowicza znalazł schronienie, cudem ocalony z egzekucji w Bratianie, Józef Baczewski (działacz spółdzielczy, brat byłego posła na sejm pruski – Jana Baczewskiego). Baczewski, ur. w 1904 w Gryźlinach, został napadnięty w dniu 3 października 1939 roku w swoim mieszkaniu. Dwóch volksdeutschów: Hartwig z Nowego Miasta Lubawskiego i Papst z Gryźlin, wyprowadzili Baczewskiego w pole, skatowali do nieprzytomności i pozostali leżącego. Po tym zdarzeniu przez miesiąc Baczewski kurował się, leżąc w łóżku. 7 listopada wieczorem przybyło gestapo i wywiozło go do Nowego Miasta Lubawskiego. Tego samego dnia, wraz z innym więźniem został wywieziony do lasu bratiańskiego, w eskorcie Erwina Acheliusa i Reinholda Hartwiga. W lesie zdjęto więźniom kajdanki i kazano wysiąść z samochodu. Współwięzień Baczewskiego zaczął uciekać i został zastrzelony przez Niemców. Do Baczewskiego strzelono z pistoletu w tył głowy, ale strzał nie był celny i tylko ranił go w głowę. Baczewski upadł na ziemię ale nie stracił przytomności. Oprawcy wyrwali złote zęby z ust poprzednio zastrzelonego więźnia i zaczęli zdejmować z niego futro oraz marynarkę. Korzystając z tej sytuacji Józef Baczewski zerwał się i uciekł. Strzały, oddane w kierunku uciekającego nie były celne. Lasem dotarł do znajomych Filipkowskich, gdzie opatrzono mu ranę. Baczewski ruszył dalej i schronił się u Franciszka Piotrowicza w Bratuszewie, gdzie pozostawał do 19 lutego 1940 r. (później udał się do rodziny, zamieszkałej w Szwarcenowie).
Od 1941 r. hitlerowskie władze zaczęły wysiedlać bogatszych rolników do Potulic (łącznie 13 gospodarzy). W Potulicach dwoje dzieci Józefa Fetkowskiego zmarło.
Po 1945 r. powstała Rolnicza Spółdzielnia Produkcyjna w Bratuszewie, która rozwiązano w 1956 r. Rolnicy, którzy nie oddawali w terminie obowiązkowych dostaw, trafiali do więzienia. Do ZSL zapisało się 45 rolników z Bratuszewa. Inne organizacje partyjne w tym czasie praktycznie nie istniały w tej wsi.
Sołectwo istnieje od 1961 r. W 1970 r. wieś liczyła 243 mieszkańców, w tym 128 mieszkańców, zatrudnionych w rolnictwie, W tym czasie było 57 gospodarstw rolnych o przeciętnej powierzchni ok. 9 ha.
Sołtysi (XX w.):
- Franciszek Korzoziemski (przed wojną także członek sejmiku powiatowego)
- Bronisław Bedrowski
- Kazimierz Ostaszewski
- Józef Szczepański
- Jan Goszka (od 1999 r.)

## Zabytki
- kapliczka przydrożna
- chałupy nr 9, 34 i 35 z połowy XIX w. (stan z 1963 r.)